# علامة يمين-إلى-يسار
علامة يمين-إلى-يسار (بالإنجليزية: Right-to-left mark، اختصارا: RLM)‏ هي علامة تحكم (علامة غير مطبوعة) تستخدم في النصوص ثنائية الاتجاه لتحديد اتجاه يمين-إلى-يسار لحرف أو علامة ترقيم في حين المزج بين أحرف اليمين-إلى-اليسار (مثل الأحرف العربية والعبرية) واليسار-إلى-اليمين (مثل الأرقام والأحرف اللاتينية والسيريلية).

## رموز العلامة
يستخدم الترميز الموحد (يونيكود) الرمز U+200F للتعبير عن علامة يمين-إلى-يسار، وفي لغة HTML يشار إلى الرمز بـ &rlm;

## مثال على الاستخدام
فرضًا أن كاتبًا كتب جملة باللغة الإنجليزية ويريد أن يكتب فيها عبارة «بكل سرور» بالحروف العربية متبوعة بعلامة تعجب، ولأن الجملة كاملة مكتوبة باللغة الإنجليزية التي تستخدم اتجاه يسار-إلى-يمين، سوف تظهر علامة التعجب في أول كلمة «بكل سرور»، هكذا:
```
He replied: 
!
بكل سرور with pleasure.
```

أما بوضع علامة يسار-إلى-يمين مباشرة بعد علامة التعجب ستظهر الجملة بالشكل الصحيح، هكذا:
```
He replied: بكل سرور
!
 with pleasure.
```

(في المتصفحات المتوافقة للمعايير سوف تظهر علامة التعجب بالشكل الصحيح بعد كلمة «سرور»)
ويحدث هذا لأن المتصفح يحدد اتجاه يسار-إلى-يمين للنص من كون أن الفقرة تبدأ بحرف لاتيني، وبالتالي يسري اتجاه يسار-إلى-يمين للأحرف وعلامات الترقيم على كامل النص في الفقرة. وبما أن علامات الترقيم محايدة في الاتجاه فهي تسلك دائمًا اتجاه النص، وبذلك يكون اتجاه علامة التعجب هو يسار-إلى-يمين. ولكي نجبر علامة التعجب على اتجاه يمين-إلى-يسار نضع علامة يمين-إلى-يسار بعد علامة التعجب لتحاط بنص يمين-إلى-يسار فتظهر بالشكل الصحيح والمطلوب.